# Zdeněk Majstr
Zdeněk Majstr (* 11. února 1948) je bývalý československý motocyklový závodník, reprezentant v ploché dráze. Aktivní kariéru ukončil po těžkém zranění.

## Závodní kariéra
V Mistrovství světa jednotlivců skončil nejlépe v roce 1970 na 16. místě v evropském finále. Ve finále Mistrovství světa družstev na ploché dráze skončil nejlépe v roce 1970 na 4. místě. Ve finále Mistrovství světa na dvojic na plooché dráze skončil v roce 1969 na 5. místě. Ve finále Mistrovství světa na dlouhé ploché dráze skončil v roce 1973 na 13. místě. V Mistrovství Československa jednotlivců na klasické ploché dráze skončil v roce 1969 na 8. místě, v roce 1970 na 4. místě, v roce 1971 na 6. místě, v roce 1972 na 4. místě, v roce 1973 na 4. místě a v roce 1974 na 15. místě.